# Bigote cepillo de dientes

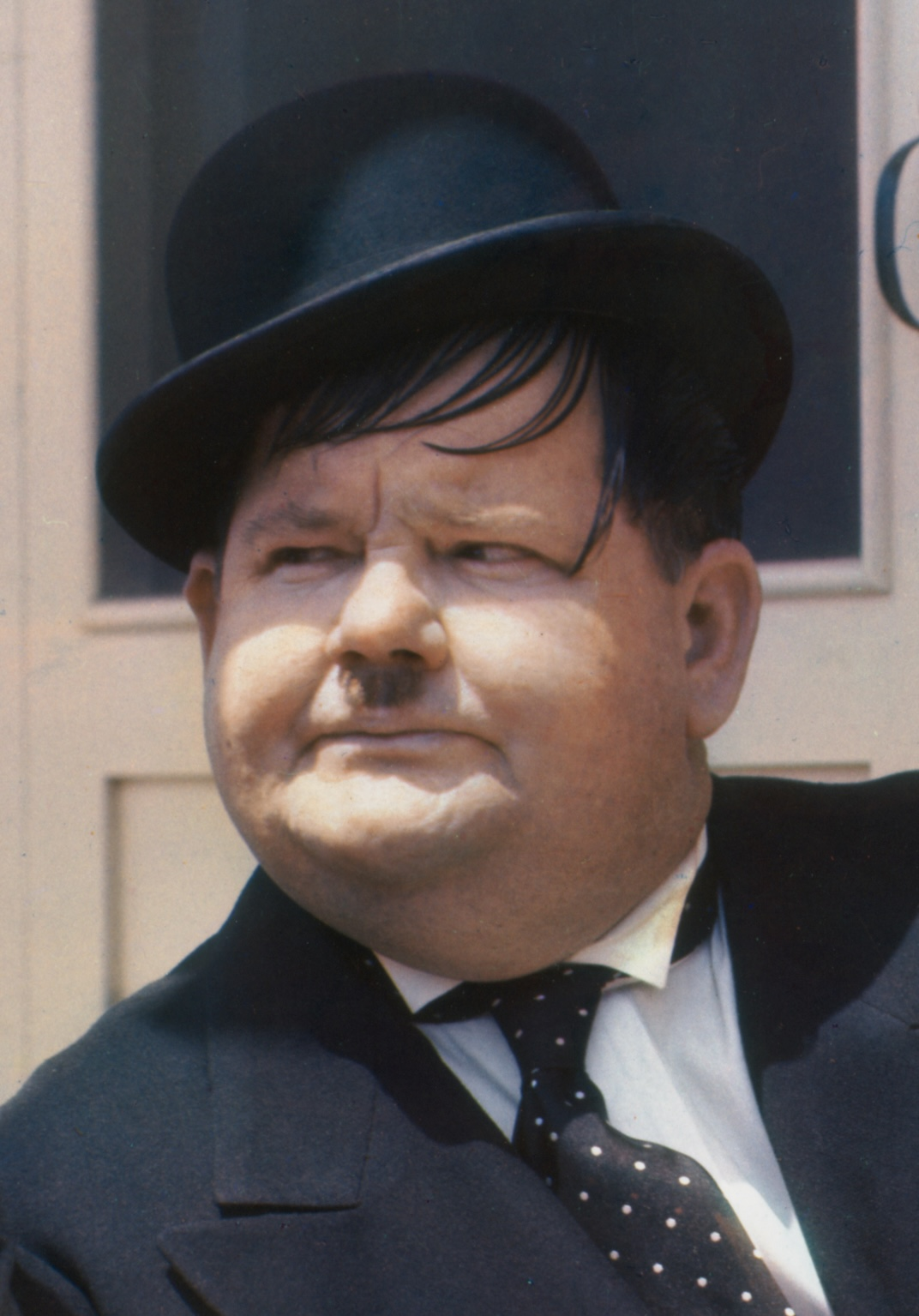
Oliver Hardy lleva un bigote de cepillo de dientes. Su época de mayor popularidad fue de aproximadamente 1900 a 1945.

El bigote de cepillo de dientes es un estilo de bigote, afeitado en los bordes, a excepción de tres a cinco centímetros por encima del centro del labio. Los lados del bigote son verticales en lugar de ahusados. El estilo se hizo popular en los Estados Unidos a finales del siglo XIX, desde donde se extendió a Alemania y en otros lugares, alcanzando un máximo de popularidad durante el período de entreguerras antes de pasar de moda después de la Segunda Guerra Mundial debido a su asociación con Adolf Hitler. Otros nombres comunes para referirse a este estilo de bigote son: bigote de Hitler, bigote de Charlie Chaplin,  bigote 1/3, bigote philtrum, sello de correos o alma (Soul [mou]stache, en inglés).

## En los Estados Unidos

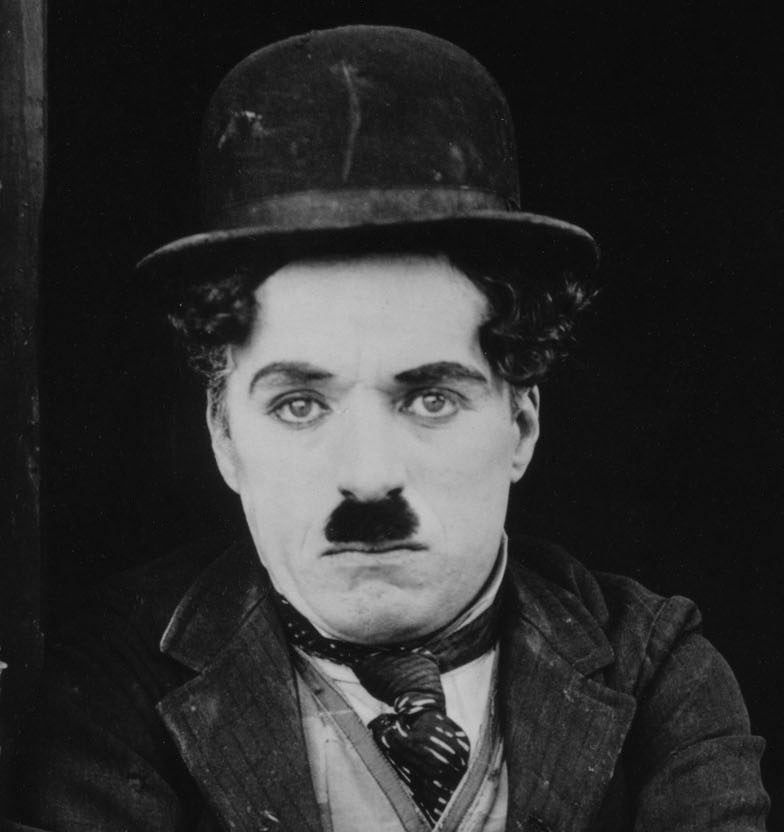
Charlie Chaplin pensó que el bigote le daba una apariencia cómica.

El estilo originalmente se hizo popular a finales del siglo XIX en los Estados Unidos. Era un estilo limpio, uniforme y de bajo mantenimiento que hacía eco de la estandarización y uniformidad que trajo la industrialización, en contraste con los bigotes más llamativos típicos del siglo XIX, como el imperial, la morsa, el manillar, la herradura y el lápiz.
Charlie Chaplin fue uno de los portadores más famosos del bigote de cepillo de dientes, adoptándolo en algún momento después de 1914 para sus comedias de Mack Sennett en el cine mudo. En una entrevista de 1933, Chaplin dijo que añadió el bigote a su vestuario porque tenía una apariencia cómica y era lo suficientemente pequeño como para no ocultar su expresión. Adolf Hitler era un admirador de Chaplin, pero "no hay pruebas (aunque si algunas especulaciones) de que Hitler modeló su bigote inspirándose en Charlie Chaplin", según el historiador cultural Ron Rosenbaum. Chaplin aprovechó la notable similitud entre su aparición en pantalla y la de Hitler, como en su película de 1940, El gran dictador, donde usó el bigote como parte de dos nuevos personajes que parodiaban a Hitler.

## En Alemania

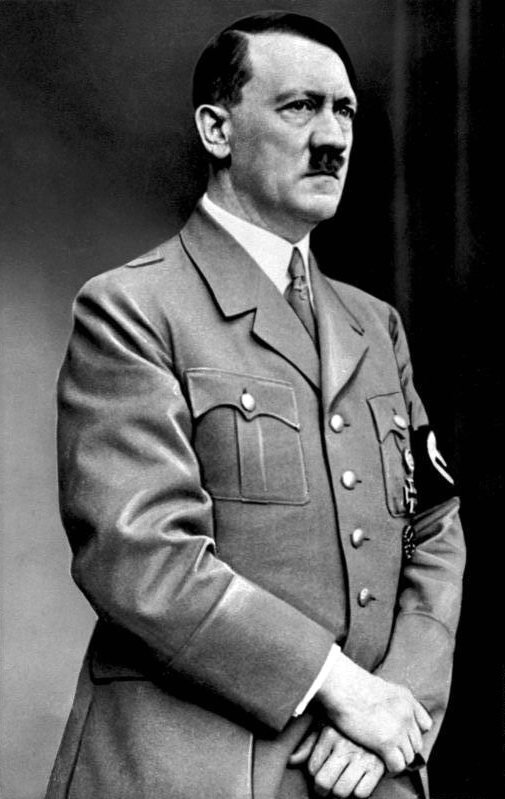
La apariencia de Adolf Hitler estaba tan marcada por el bigote cepillo de dientes, que el estilo quedó fuera de moda después de la Segunda Guerra Mundial.

El estilo se introdujo de forma tardía en Alemania a finales del siglo XIX por los visitantes estadounidenses. Antes del cepillo de dientes, el estilo más popular se llamaba el bigote de Kaiser, perfumado y curvando los extremos, según lo llevado por Guillermo II, emperador alemán.  En 1907, bastantes alemanes llevaban el nuevo bigote de cepillo de dientes, recortado y sencillo, al punto de publicarse una noticia en el The New York Times con el titular "'TOOTHBRUSH' MUSTACHE; German Women Resent Its Usurpation of the 'Kaiserbart'". El estilo cepillo de dientes fue usado por el héroe popular alemán Hans Koeppen en la famosa carrera Nueva York - París de 1908, consolidando su popularidad entre los jóvenes. Koeppen fue descrito como "De seis pies de altura, delgado y atlético, con un bigote de cepillo de dientes característico de su clase, que lo conforman como el joven ideal de la guardia prusiana". Al final de la Primera Guerra Mundial, incluso algunos de los miembros de la realeza alemana llegaron a usar el cepillo de dientes; existe una fotografía de 1918 del príncipe heredero Guillermo de Prusia con un bigote de cepillo de dientes justo antes de ser enviado al exilio.
Originalmente, Hitler llevaba un bigote tipo Kaiser, como se puede ver en las fotografías de él como un soldado durante la Primera Guerra Mundial. No hay acuerdo sobre el año en que Hitler adoptó el estilo de cepillo de dientes. Alexander Moritz Frey, que sirvió con Hitler durante la Primera Guerra Mundial, dijo que Hitler usó el bigote cepillo de dientes en las trincheras después de que le ordenasen recortar su bigote para facilitar el uso de una máscara antigás. En cambio, el historiador cultural Ron Rosenbaum dice que Hitler no lo usó hasta finales de 1919. A pesar de la evidencia fotográfica de su bigote mucho más grande durante la Primera Guerra Mundial, la cuñada de Hitler, Bridget Hitler, dijo que ella fue la responsable del bigote cepillo de dientes de Hitler. Bridget afirmó que Adolf pasó un invierno en su casa en Liverpool durante 1912 y 1913. Los dos discutían mucho, principalmente, según ella, porque no soportaba el bigote Kaiser despeinado. Lo cortó, como dice en sus memorias, pero que al hacerlo, como en la mayoría de las cosas, fue "demasiado lejos". La historia de Bridget Hitler es considerada por la mayoría de los estudiosos como una ficción creada para sacar provecho de la notoriedad de su cuñado.

## En la posguerra

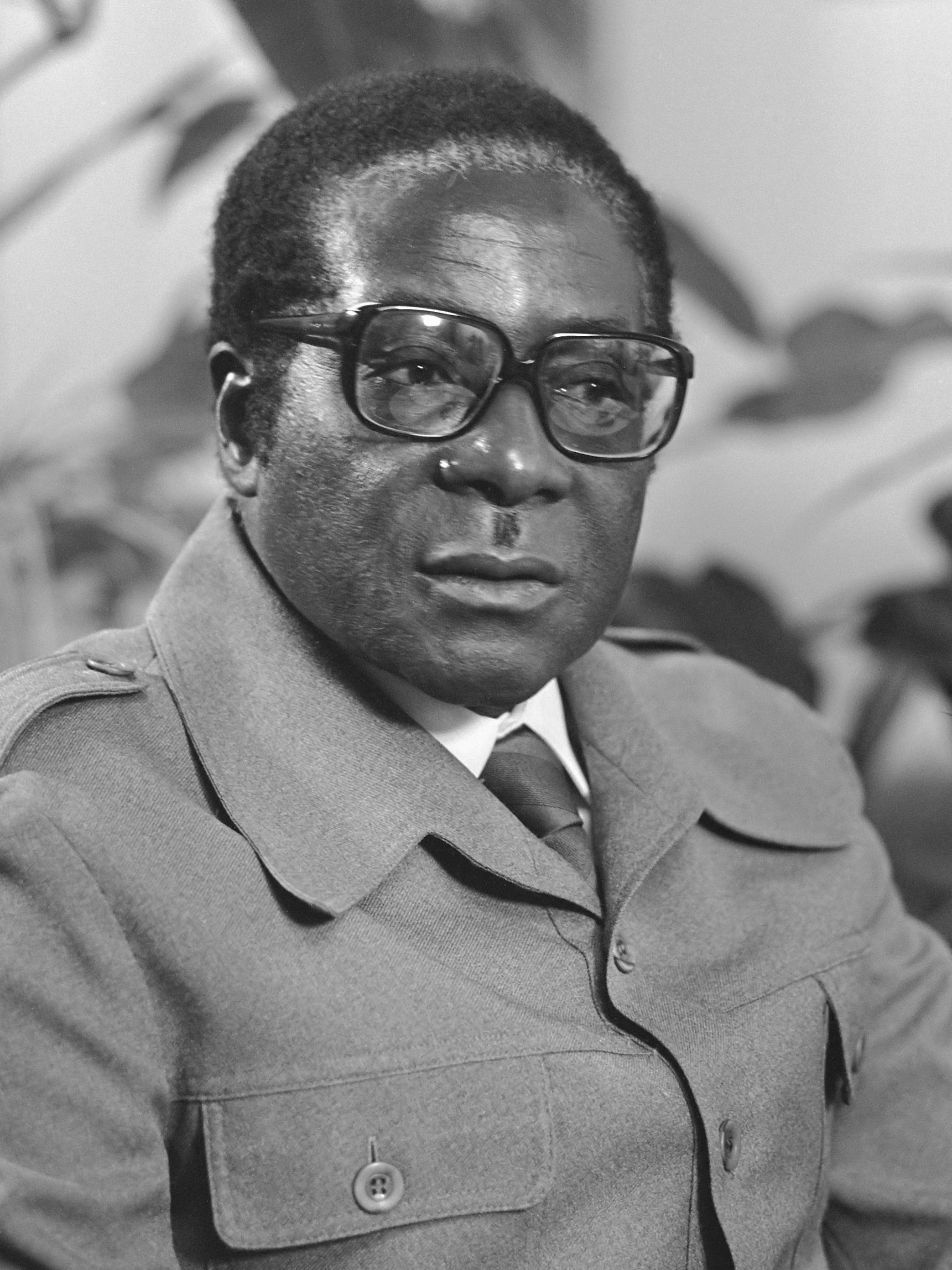
La variante mínima del bigote cepillo de dientes de Robert Mugabe solo abarcaba el surco nasolabial.

Después de la Segunda Guerra Mundial, este estilo de bigote dejó de usarse en gran parte del mundo por su fuerte asociación con Hitler y fue llamado "bigote de Hitler".
El diseño original de Steve Ditko para el personaje ficticio J. Jonah Jameson, personaje de apoyo en las historietas de Spider-Man, tenía un bigote cepillo de dientes y desde su creación, la mayoría de apariciones de Jameson han usado este estilo de bigote o una variante del mismo. Por ejemplo, el Jameson interpretado por J. K. Simmons en las películas de Spider-Man de inicios de la década de 2000 usaba un bigote lápiz.
Ron Mael, el tecladista de la banda de rock Sparks, usó un bigote cepillo de dientes durante las décadas de 1970 y 1980. Hasta alcanzar el éxito comercial en el Reino Unido en 1974 con la canción This Town Ain't Big Enough for Both of Us, The Economist observó que "toda una generación enganchada al Top of the Pops vio el bigote de Ron Mael y salió corriendo de la habitación, llorando, '¡Mamá! ¡Papá! ¡Hitler está tocando el piano en 'Top of the Pops'!'" La canción Moustache de dicha banda, menciona este problema en su letra.
En 2009, el cómico británico Richard Herring, mientras usaba un bigote cepillo de dientes, creó un espectáculo de comedia en vivo llamado Hitler Moustache, para ver si él "podía recuperar el bigote cepillo de dientes para la comedia - primero fue Chaplin, después Hitler lo arruinó". El espectáculo también trata temas más amplios, tales como el fascismo y el Partido Nacional Británico.
En mayo de 2010, el exbaloncestista Michael Jordan apareció en una publicidad de Hanes usando un bigote cepillo de dientes. La reacción de la prensa y el público fue negativa. Charles Barkley, amigo de Jordan, dijo, "Tengo que admitir que no sé en qué diablos estaba pensando y no sé en qué estaba pensando Hanes. Es simplemente estúpido, simplemente malo".
En China, una variante de este bigote es vista como un estereotipo de los japoneses, especialmente de los soldados japoneses de la segunda guerra sino-japonesa.[cita requerida] Este estilo de bigote se muestra en El loto azul, parte de la serie de historietas Las aventuras de Tintín. Una variante mínima del bigote cepillo de dientes solo abarca el surco nasolabial; Robert Mugabe era conocido por usar este estilo, así como el político soviético Vasil Mzhavanadze.